# Glochidion retinerve
Glochidion retinerve är en emblikaväxtart som beskrevs av Airy Shaw. Glochidion retinerve ingår i släktet Glochidion och familjen emblikaväxter. Inga underarter finns listade i Catalogue of Life.